# Natural2 -DUO-
『Natural2 -DUO-』（ナチュラルツー デュオ）は、2000年5月26日にフェアリーテールより発売された18禁(GBA、PS2版を除く)恋愛育成シミュレーションゲームで、Naturalシリーズ第2作。及び、それを原作として発売されたアダルトアニメ。
最初のCD-ROM版の後、2001年7月27日にはイベントを追加した『DVD EDITION』が、2003年5月23日には『F&C DVD COLLECTION』の第3弾としてその廉価版が発売された。また、2007年8月24日にはDMMよりダウンロード販売版が、同年10月12日にはアイチェリーよりDVDPG版が発売された。なお、DVDPG版はセックスシーンに100カットにも及ぶセル画調アニメーションが追加されている。
家庭用ゲーム機にも移植されている。2002年6月28日にはゲームボーイアドバンス (GBA) 版が同タイトルでオメガ・プロジェクトより、2005年2月24日にはPlayStation 2 (PS2) 版が『Natural2 -DUO- 桜色の季節』（ナチュラルツー デュオ さくらいろのきせつ）のタイトルで角川書店より、それぞれ発売された。

## 内容
本作は『Natural -身も心も-』の続編に当たるが、登場人物およびシナリオは前作との直接的なつながりはない。
PC版ではエンディング到達後に今までのプレイ内容から性格が診断され、その累積により新しいシナリオが追加される恋愛育成シミュレーションゲーム、DVDPG版では主にメインヒロイン2人の各ルートと2人同時攻略のルートから構成される恋愛アドベンチャーゲームとなっている。一方、家庭用ゲーム機版では、いわゆる鬼畜系のルートを廃して純愛のみに特化した定番タイプの恋愛アドベンチャーゲームへとアレンジされており、ヒロインの機嫌を損ねると突然キャラクターが低頭身かつ絵本調にデフォルメされるシステムが追加されている他、『Natural Zero+ -はじまりと終わりの場所で-』に存在する「3つのキーワードを組み合わせてストーリーを作る」要素が、「イベントの組み合わせにより新たなイベントを追加する」という形で収録されている。

### GBA版ミニゲーム
GBA版では一部のイベントがミニゲーム形式となっており、その正否によってヒロインの反応が変化する。そのミニゲームは以下の6つ。
BLACK ENEMY
部屋に繁殖し続けるゴキブリを退治し続ける。
PANIC GARDEN
温室内で育っている野菜類を収穫し、相手よりも早く規定数の野菜を収穫する。ミニゲームモードでは2人対戦プレイが可能。
DRY CATCH
風で飛ばされた洗濯物を拾い集める。
REST&RUN
レストランにやってくる客の注文を聞き、手早く料理を運ぶ。
ROYAL CARD
いわゆる大富豪。ミニゲームモードでは4人までの対戦プレイが可能。
QUICK SHOTS
色々な場所を移動するヒロイン達を追い、写真を撮る。

## ストーリー
主人公・奈良橋翔馬は両親のいさかいが絶えず、家族というものに疑問を抱いていた。しかし翔馬にも、家族がもたらす温もりを感じた時期があった。それは、10年前にたった1か月間だけ共に過ごした祖父と、その養女であった双子の姉妹・鳥海千紗都や鳥海空との日々。
翔馬は祖父の訃報を聞き、10年ぶりに姉妹と共に暮らした家へ戻ってきた。

## 登場人物
奈良橋 翔馬（ならはし しょうま）
主人公。雑誌社に勤める。家族というものに不信感を抱いている。星和芸術学院の出身。名前は名のみ変更可能。
鳥海 千紗都（とりうみ ちさと）
声：長崎みなみ
メインヒロインの1人で、翔馬が過去に1か月だけ過ごした双子姉妹の姉。病弱だが、食欲は旺盛。なお、妹の空とは身長及びスリーサイズが全く同じである。
鳥海 空（とりうみ くう）
声：永瀬江美弥
メインヒロインの1人で、翔馬が過去に1か月だけ過ごした双子姉妹の妹。昔は大人しかったが、今は活発なボク少女。星和芸術学院に通っている。
江崎 日奈美（えざき ひなみ）
声：ひなたぼっ子（PC版） / 倖月美和（PS2版）
翔馬の雑誌社での後輩。おっちょこちょいな眼鏡っ娘。実家は中華料理店で、日奈美のチャイナドレス姿のシーンが存在する。
端本 久美子（はしもと くみこ）
声：さかもとみずき
結婚直後に夫を亡くした未亡人。鳥海姉妹の屋敷の隣家に住む。亡夫への操と自らの若さゆえの性欲の間で、葛藤し続けている。
安岐山 かのこ（あきやま かのこ）
声：草柳順子
星和芸術学院の教授の娘。非常に無口で幼児体形。
安岐山 康二（あきやま こうじ）
声：高岡政人
星和芸術学院の教授で、かのこの父。卒業後も翔馬の人徳に注目している。
柴崎 彩音（しばざき あやね）
声：歌織（PC版） / 富山あかり（PS2版）
かつて翔馬が交際していた女性。現在は有名な作家となっている。
タマちゃん
声：金田まひる
空の親友。本編中で本名は明かされないが、『PALETTE』のヒロインの1人・萌木玉緒と同一人物である。

## スタッフ
- シナリオ - 宮村優、素浪人、ひろもりさかな
- キャラクターデザイン、原画 - 針玉ヒロキ
- 音楽 - DOORS MUSIC ENTERTAINMENT

## 主題歌
- OP1（CD版）「せつない糸」
  - 作詞：金杉肇、吉田文 / 作曲：吉田文 / 歌：くにたけみゆき
- OP2（DVD版）「ふりつもる想い 〜DreamSnow〜」
  - 作詞・作曲：吉田文 / 歌：Mayumi
- ED「季節を抱きしめて」
  - 作詞：金杉肇、吉田文 / 作曲：吉田文 / 歌：くにたけみゆき
- DVD/PS2版挿入歌「もっとあなたにつたえたい」
  - 作詞・作曲：吉田文 / 歌：Mayumi

## 反響
『DVD EDITION』は、美少女ゲーム雑誌BugBugの「2001年読者が選ぶ美少女ゲーム年間ランキング」の総合部門にて45位にランクインした。

## アダルトアニメ版
2001年から2003年にかけ、グリーンバニーより発売された。VHS版とDVD版が存在し、それぞれ各巻30分。各巻の北米版正規DVDも存在するが、無修正素材を用いているため、日本国内では入手不可。
「純愛SMアニメ」と称された作画や演出は、制作当時の他作品と並べても遜色の無い高水準を保っていた。しかし、売上の低迷により第4巻の制作途中で打ち切りが決定。急ぎ内容の改変が行われ、本来の予定されていた結末は描かれずに終了した。
なお、シリーズ構成と脚本を担当していたたかおかよしお曰く、本来は全6巻構成であり、最初から第6巻のラストシーンを想定した上で執筆していたうえ、サブタイトルも第5巻は『翔馬』、第6巻は『二人』に決めていたとのこと。

### スタッフ（アニメ）
- 原作 - PCゲーム『Natural2 -DUO-』、ひろもりさかな（F&C・FC03/DreamSoft）
- 企画 - 金木怪男、天地悠大
- 監督 - よしもときんじ
- シリーズ構成 - たかおかよしお
- キャラクター原案 - 針玉ヒロキ
- キャラクターデザイン - 牧田良信（第1巻、第2巻、第3巻）、よしもときんじ（第4巻）、岡田豊広（第4巻）
- 美術監督 - 池端茂（第1巻、第2巻）、伊谷たかし（第3巻、第4巻）
- 色彩設計 - 中田亮太
- 撮影監督 - 川越三郎
- 音楽 - アン・フー
- 音響監督 - 黛計
- 音響制作 - アーツプロ
- 音響効果 - 庄司雅弘（フィズサウンド）
- 録音スタジオ - タバック
- 協力 - 笹島靖規 (DreamSoft)
- スーパーバイザー - Dr.POCHI
- プロデューサー - 雅太郎、越中おさむ
- アニメーション制作 - アームス
- アニメーション制作協力（第2巻） - スタジオジャイアンツ、スタジオ九魔、韓鎮アニメーション
- 製作 - グリーンバニー

### 各巻リスト
| 巻数 | サブタイトル | 脚本           | 絵コンテ       | 演出           | 作画監督        | 発売日         |
| ---- | ------------ | -------------- | -------------- | -------------- | --------------- | -------------- |
| 1    | CHI-SA-TO    | たかおかよしお | よしもときんじ | くし秀彰       | 牧田良信        | 2001年11月25日 |
| 2    | KUU          | たかおかよしお | 武藤技闇       | 小岩井壱悟     | 粟井重紀        | 2002年2月25日  |
| 3    | KU-MI-KO     | たかおかよしお | よしもときんじ | よしもときんじ | やまもと        | 2002年8月25日  |
| 4    | HI-NA-MI     | たかおかよしお | よしもときんじ | よしもときんじ | やまもと 韓鎮男 | 2003年7月24日  |